# Earth (Neil Young)
Earth is een livealbum door de Canadese muzikant Neil Young en Promise of the Real. Het is opgenomen tijdens hun Rebel Content Tour in 2015. Op het album zijn diverse nummers uit de hele loopbaan van Neil Young te vinden, met als thema het leven op deze planeet. De muziek wordt vergezeld door dierengeluiden van onder andere insecten en kraaien.

## Tracklist
Alle muziek en teksten zijn geschreven door Neil Young. 
| Nr. | Titel                          | Duur  |
| --- | ------------------------------ | ----- |
| 1.  | Mother Earth (natural anthem)  | 5:40  |
| 2.  | Seed justice                   | 3:58  |
| 3.  | My country home                | 6:02  |
| 4.  | The Monsanto years             | 8:20  |
| 5.  | Western hero                   | 4:03  |
| 6.  | Vampire blues                  | 5:55  |
| 7.  | Hippie dream                   | 5:54  |
| 8.  | After the gold rush            | 4:09  |
| 9.  | Human highway                  | 4:11  |
| 10. | Big box                        | 9:20  |
| 11. | People want to hear about love | 5:20  |
| 12. | Wolf moon                      | 6:30  |
| 13. | Love and only love             | 28:04 |